# Бермерикур
Бермерикур (фр. Berméricourt) насеље је и општина у североисточној Француској у региону Шампањ-Арден, у департману Марна која припада префектури Ремс.
По подацима из 2011. године у општини је живело 158 становника, а густина насељености је износила 19,73 становника/km². Општина се простире на површини од 8,01 km². Налази се на средњој надморској висини од 85 метара.

## Демографија
| 1962. | 1968. | 1975. | 1982. | 1990. | 1999. | 2011. |
| ----- | ----- | ----- | ----- | ----- | ----- | ----- |
| 101   | 113   | 130   | 113   | 115   | 122   | 158   |

График промене броја становника у току последњих година